# Johann Friedrich Glaser (Buchdrucker)
Johann Friedrich Glaser war ein Buchdrucker des 17. Jahrhunderts in Hannover.

## Leben
Dass er mit seiner Druckerei aus Kassel gekommen sei, ist laut Josef Benzing nicht bestätigt.
1643 begann er sein Wirken in Hannover u. a. mit einer Leichenpredigt auf den Jurastudenten Heinrich Wilhelm Krause. 1645 wurde er fürstlich bestallter Buchdrucker, 1649 erschien bei ihm das Oratio de laude urbis Hannoverae. Als Gevatter von Johann Hemeling druckte er auf eigene Kosten dessen Werk Selbstlehrende Rechenschuhl.
1650 ging seine Buchdruckerei in den Besitz von Georg Friedrich Grimm († 1690) über.